# Boban Babunski
Boban Babunski (sinh ngày 5 tháng 5 năm 1968) là một cầu thủ bóng đá người Macedonia.

## Đội tuyển bóng đá quốc gia
Boban Babunski thi đấu cho đội tuyển bóng đá quốc gia Nam Tư, đội tuyển bóng đá quốc gia Macedonia từ năm 1991 đến 2000.

## Thống kê sự nghiệp
| Đội tuyển bóng đá Nam Tư | Đội tuyển bóng đá Nam Tư | Đội tuyển bóng đá Nam Tư |
| Năm                      | Trận                     | Bàn                      |
| ------------------------ | ------------------------ | ------------------------ |
| 1991                     | 2                        | 0                        |
| Tổng cộng                | 2                        | 0                        |

| Đội tuyển bóng đá Macedonia | Đội tuyển bóng đá Macedonia | Đội tuyển bóng đá Macedonia |
| Năm                         | Trận                        | Bàn                         |
| --------------------------- | --------------------------- | --------------------------- |
| 1993                        | 1                           | 0                           |
| 1994                        | 3                           | 0                           |
| 1995                        | 4                           | 0                           |
| 1996                        | 2                           | 1                           |
| 1997                        | 2                           | 0                           |
| 1998                        | 1                           | 0                           |
| 1999                        | 6                           | 0                           |
| 2000                        | 4                           | 0                           |
| Tổng cộng                   | 23                          | 1                           |